# Spodnje Gorče
Spodnje Gorče – wieś w Słowenii, w gminie Braslovče. 1 stycznia 2017 liczyła 78 mieszkańców.